# صخر بركاني متحول

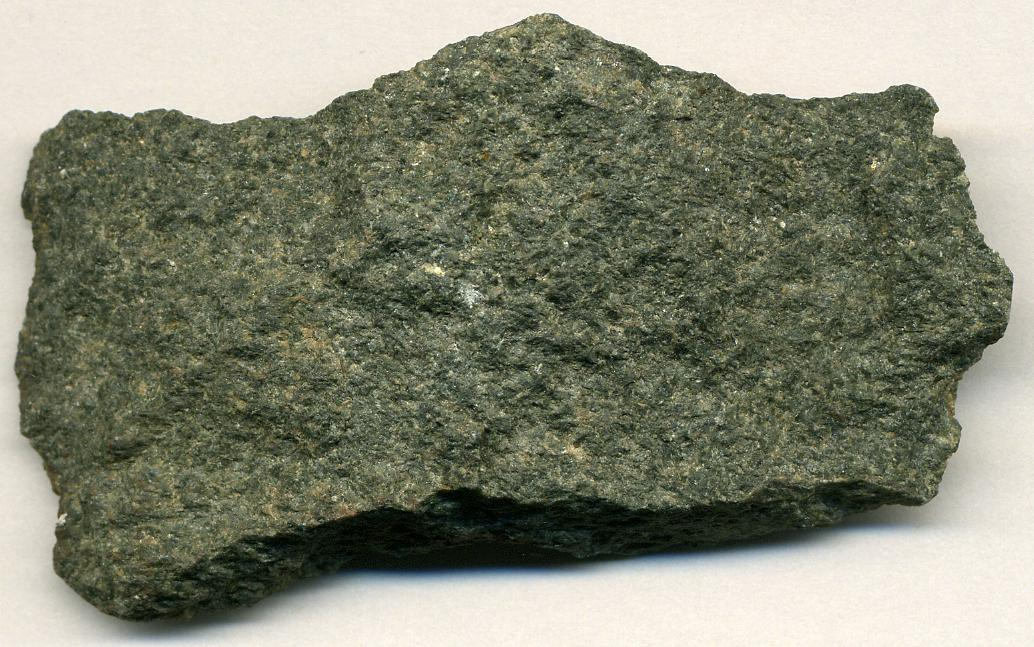
صخر بركاني متحول في الولايات المتحدة.

في الجيولوجيا، الصخر البركاني المتحول (بالإنجليزية: Metavolcanic rock)‏، هو نوع من الصخور المتحولة الذي يتكوّن لأول مرة عن طريق البراكين، أو الحمم أو التيفرا. ثم تُدفن الصخرة لاحقاً وتتعرض لضغوط ودرجات حرارة عالية، مما يتسبب ذلك في إعادة تبلورها. الصخور البركاني المتحولة عادةً ما توجد في أحزمة الحجر الأخضر.
الصخور البركانية المتحولة يمكن أن تحتوي على معادن مثل الكوارتز، الفلسبار، أمفيبول، البيروكسين. المعادن أقل شيوعا يمكن أن تشمل البيوتيت، العقيق، أكتينوليت، إيبوت،  بريهنيت، وودجينيتي.